# Cúp quốc gia Scotland 1983–84
Cúp quốc gia Scotland 1983–84 là mùa giải thứ 99 của giải đấu bóng đá loại trực tiếp uy tín nhất Scotland. Chức vô địch thuộc về Aberdeen khi đánh bại Celtic trong trận Chung kết.

## Vòng Một
| Đội nhà              | Tỉ số | Đội khách       |
| -------------------- | ----- | --------------- |
| Cowdenbeath          | 3 – 1 | Vale of Leithen |
| Dalbeattie Star      | 1 – 5 | Arbroath        |
| East Stirlingshire   | 1 – 0 | Stenhousemuir   |
| Elgin City           | 0 – 2 | Queen’s Park    |
| Forfar Athletic      | 4 – 1 | Spartans        |
| Inverness Caledonian | 2 – 1 | Albion Rovers   |

## Vòng Hai
| Đội nhà              | Tỉ số | Đội khách            |
| -------------------- | ----- | -------------------- |
| Dunfermline Athletic | 1 – 0 | Forfar Athletic      |
| Arbroath             | 0 – 0 | Stirling Albion      |
| Cowdenbeath          | 2 – 1 | Montrose             |
| East Stirlingshire   | 3 – 1 | Fraserburgh          |
| Gala Fairydean       | 0 – 2 | Inverness Caledonian |
| Peterhead            | 1 – 2 | Berwick Rangers      |
| Queen of the South   | 0 – 5 | East Fife            |
| Stranraer            | 1 – 2 | Queen’s Park         |

### Đấu lại
| Đội nhà         | Tỉ số | Đội khách |
| --------------- | ----- | --------- |
| Stirling Albion | 0 – 0 | Arbroath  |

#### Đấu lại lần 2
| Đội nhà  | Tỉ số | Đội khách       |
| -------- | ----- | --------------- |
| Arbroath | 1 – 2 | Stirling Albion |

## Vòng Ba
| Đội nhà              | Tỉ số | Đội khách            |
| -------------------- | ----- | -------------------- |
| Aberdeen             | 1 – 1 | Kilmarnock           |
| Airdrieonians        | 1 – 0 | St Johnstone         |
| Inverness Caledonian | 0 – 0 | Stirling Albion      |
| Clydebank            | 0 – 0 | Brechin City         |
| Cowdenbeath          | 0 – 2 | Dundee               |
| Dundee United        | 1 – 0 | Ayr United           |
| Falkirk              | 1 – 2 | Clyde                |
| Hearts               | 2 – 0 | Partick Thistle      |
| Greenock Morton      | 2 – 0 | East Stirlingshire   |
| Motherwell           | 3 – 0 | Queen’s Park         |
| Raith Rovers         | 1 – 4 | Dumbarton            |
| Hamilton Academical  | 3 – 1 | Alloa Athletic       |
| Berwick Rangers      | 0 – 4 | Celtic               |
| Hibernian            | 0 – 0 | East Fife            |
| Meadowbank Thistle   | 0 – 0 | St Mirren            |
| Rangers              | 2 – 1 | Dunfermline Athletic |

### Đấu lại
| Đội nhà         | Tỉ số | Đội khách            |
| --------------- | ----- | -------------------- |
| Kilmarnock      | 1 – 3 | Aberdeen             |
| Stirling Albion | 1 – 2 | Inverness Caledonian |
| Brechin City    | 0 – 3 | Clydebank            |
| St Mirren       | 2 – 2 | Meadowbank Thistle   |
| East Fife       | 2 – 0 | Hibernian            |

#### Đấu lại lần 2
| Đội nhà            | Tỉ số | Đội khách |
| ------------------ | ----- | --------- |
| Meadowbank Thistle | 1 – 2 | St Mirren |

## Vòng Bốn
| Đội nhà              | Tỉ số | Đội khách           |
| -------------------- | ----- | ------------------- |
| Dundee               | 2 – 1 | Airdrieonians       |
| Clyde                | 0 – 2 | Aberdeen            |
| Dundee United        | 2 – 1 | Hearts              |
| East Fife            | 0 – 6 | Celtic              |
| Inverness Caledonian | 0 – 6 | Rangers             |
| Greenock Morton      | 2 – 1 | Dumbarton           |
| Motherwell           | 3 – 1 | Clydebank           |
| St Mirren            | 2 – 1 | Hamilton Academical |

## Tứ kết
| Đội nhà    | Tỉ số | Đội khách       |
| ---------- | ----- | --------------- |
| Aberdeen   | 0 – 0 | Dundee United   |
| Motherwell | 0 – 6 | Celtic          |
| Dundee     | 2 – 2 | Rangers         |
| St Mirren  | 4 – 3 | Greenock Morton |

### Đấu lại
| Đội nhà       | Tỉ số | Đội khách |
| ------------- | ----- | --------- |
| Dundee United | 0 – 1 | Aberdeen  |
| Rangers       | 2 – 3 | Dundee    |

## Bán kết
| Aberdeen                               | 2 – 0 | Dundee |
| -------------------------------------- | ----- | ------ |
| Ian Porteous 28' · Gordon Strachan 89' |       |        |

| Celtic                              | 2 – 1 | St Mirren           |
| ----------------------------------- | ----- | ------------------- |
| Brian McClair 29' · Paul McStay 81' |       | Frank McDougall 38' |

## Chung kết
| Aberdeen                         | 2 – 1 (Sau hiệp phụ) | Celtic          |
| -------------------------------- | -------------------- | --------------- |
| Eric Black 23' · Mark McGhee 98' |                      | Paul McStay 86' |